# .22 Long
El .22 Long es una variedad de cartucho calibre .22 (5,6 mm) de percusión anular. El .22 Long es uno de los más antiguos cartuchos de percusión anular supervivientes, que se remonta a 1871, cuando fue cargado con una bala de 29 granos (1,9 g) y 5 granos (0,32 g) de pólvora negra, un 25% más que el .22 Short en el cual se basa. Fue diseñado para su uso en revólveres, pero pronto se ideó para su uso en fusiles. No se debe confundir con el cartucho .22 Long Rifle.
En 1887, la vaina del cartucho .22 Long fue combinada con una bala más pesada de 40 granos (2,6 gramos) del .22 Extra Long de 1880 para producir el cartucho .22 Long Rifle, que tiene una longitud general mayor. El cartucho .22 Long Rifle produce mayor energía de impacto y un mayor rendimiento como cartucho de cacería o de tiro, haciendo obsoletos los cartuchos .22 Long y .22 Extra Long. Durante un tiempo hubo gran diferencia en los precios de los cartuchos .22 Long y .22 Long Rifle, pero debido a las preferencias de los tiradores con presupuesto limitado, dicha diferencia desapareció. No hay nuevas armas de fuego que estén diseñadas específicamente para el uso del .22 Long, pero existen empresas que lo siguen fabricando, como es el caso de la norteamericana CCI y la mexicana Águila entre otros. Muchas armas de fuego diseñadas para disparar cartuchos .22 Long Rifle pueden usar cartuchos más cortos, aunque por lo general el .22 Long no genera energía suficiente para ser usado en armas semiautomáticas. Los cartuchos de percusión anular en calibre .22 más antiguos que el .22 Long que aún se fabrican son el 6 mm Flobert y el .22 Short.
La carga de pólvora utilizada en el .22 Long es la misma que la utilizada en el .22 Long Rifle, pero la bala del .22 Long es más ligera y dicha combinación no dio lugar a velocidades más altas para el .22 Long. Ya que el .22 Long Rifle funciona bien tanto en cañones cortos como en largos y el .22 Long no lo hace de forma polivalente, el desarrollo del .22 Long Rifle fue un gran paso para los cartuchos de percusión anular. La única diferencia entre el .22 Long y el .22 LR es la bala, ya que la vaina es igual.